# اسکول‌بوی رکوردز
اسکول‌بوی رکوردز (انگلیسی: Schoolboy Records) یک ناشر موسیقی آمریکایی مستقر در سانتا مونیکا، کالیفرنیا است که توسط اسکوتر براون در سال ۲۰۰۷ ایجاد گردید.